# Tam Nông (huyện Phú Thọ)
Tam Nông là một huyện cũ thuộc tỉnh Phú Thọ, Việt Nam.

## Địa lý
Huyện Tam Nông nằm ở phía đông của tỉnh Phú Thọ, có vị trí địa lý:
- Phía đông giáp huyện Lâm Thao và huyện Ba Vì, thành phố Hà Nội với ranh giới là sông Đà
- Phía tây giáp huyện Cẩm Khê và huyện Yên Lập
- Phía nam giáp huyện Thanh Sơn và huyện Thanh Thủy
- Phía bắc giáp thị xã Phú Thọ và huyện Thanh Ba.

Theo Điều tra dân số năm 2017, huyện Tam Nông có diện tích tự nhiên là 15.596,92 ha (155,97 km²) và dân số là 79.252 người.
Theo thống kê năm 2019, huyện Tam Nông có dân số là 87.931 người.
Đây cũng là địa phương có dự án Đường cao tốc Phú Thọ – Ba Vì đi qua đang được triển khai đầu tư xây dựng.

## Phân chia hành chính
Huyện Tam Nông có 12 đơn vị hành chính cấp xã trực thuộc, bao gồm thị trấn Hưng Hóa (huyện lỵ) và 11 xã: Bắc Sơn, Dân Quyền, Dị Nậu, Hiền Quan, Hương Nộn, Lam Sơn, Quang Húc, Tề Lễ, Thanh Uyên, Thọ Văn, Vạn Xuân.

## Lịch sử
Ngay từ khi mới lập các tỉnh ở Bắc Kỳ (năm 1831), huyện Tam Nông đã tách khỏi tỉnh Sơn Tây để nhập vào tỉnh Hưng Hóa, làm nơi đặt tỉnh lỵ tỉnh Hưng Hóa. Thị xã Hưng Hóa (thành lập ngày 1 tháng 5 năm 1895, vốn là thành Hưng Hóa), đóng tại xã Trúc Khê, huyện Tam Nông (nay là thị trấn Hưng Hóa, huyện Tam Nông, tỉnh Phú Thọ).
Sau năm 1975, huyện Tam Nông có 19 xã: Cổ Tiết, Dậu Dương, Dị Nậu, Hiền Quan, Hồng Đà, Hùng Đô, Hưng Hóa, Hương Nha, Hương Nộn, Phương Thịnh, Quang Húc, Tam Cường, Tề Lễ, Thanh Uyên, Thượng Nông, Tứ Mỹ, Văn Lương, Vực Trường, Xuân Quang.
Ngày 27 tháng 6 năm 1977, sáp nhập thôn Thọ Sơn của xã Hương Nộn vào xã Dị Nậu.
Ngày 5 tháng 7 năm 1977, huyện Tam Nông sáp nhập với huyện Thanh Thủy thành huyện Tam Thanh. Năm 1999, lại tách ra thành hai huyện như cũ.
Ngày 30 tháng 3 năm 1985, thành lập thêm một xã lấy tên là xã Thọ Văn.
Ngày 28 tháng 5 năm 1997, chuyển xã Hưng Hóa thành thị trấn Hưng Hóa, thị trấn huyện lỵ huyện Tam Thanh.
Năm 1997, huyện Tam Nông được tái lập, có 20 đơn vị hành chính cấp xã, gồm thị trấn Hưng Hóa (huyện lỵ) và 19 xã: Cổ Tiết, Dậu Dương, Dị Nậu, Hiền Quan, Hồng Đà, Hùng Đô, Hương Nha, Hương Nộn, Phương Thịnh, Quang Húc, Tam Cường, Tề Lễ, Thanh Uyên, Thượng Nông, Tứ Mỹ, Văn Lương, Vực Trường, Xuân Quang, Thọ Văn.
Ngày 17 tháng 12 năm 2019, Ủy ban Thường vụ Quốc hội ban hành Nghị quyết 828/NQ-UBTVQH14 về việc sắp xếp các đơn vị hành chính cấp xã thuộc tỉnh Phú Thọ (nghị quyết có hiệu lực từ ngày 1 tháng 1 năm 2020). Theo đó:
- Sáp nhập 3 xã: Hồng Đà, Dậu Dương, Thượng Nông thành xã Dân Quyền
- Sáp nhập 3 xã: Cổ Tiết, Văn Lương, Tam Cường thành xã Vạn Xuân
- Sáp nhập 3 xã: Vực Trường, Hương Nha, Xuân Quang thành xã Bắc Sơn
- Sáp nhập 3 xã: Tứ Mỹ, Phương Thịnh, Hùng Đô thành xã Lam Sơn.

Huyện Tam Nông có 1 thị trấn và 11 xã như hiện nay.

## Kinh tế
Với lợi thế tiếp giáp thủ đô Hà Nội qua cầu Trung Hà huyện Tam Nông là đầu mối giao thông vận tải quan trọng của tỉnh Phú Thọ, các tuyến đường huyết mạch chạy qua huyện là QL32, QL 32A, QL 32C. Tam Nông được xác định là vùng kinh tế trọng điểm về công nghiệp của tỉnh, trên địa bàn huyện hiện đang hình thành 2 khu công nghiệp tập trung là KCN Trung Hà và KCN Tam Nông và cụm công nghiệp Cổ Tiết. Cơ cấu kinh tế chuyển dịch mạnh mẽ từ nông nghiệp sang công nghiệp và dịch vụ, du lịch.
Trong những năm qua, dưới sự chỉ đạo sâu sát của lãnh đạo Huyện ủy, HĐND, UBND huyện và sự vào cuộc của các ngành chức năng trên địa bàn huyện; kinh tế huyện tiếp tục có bước tăng trưởng mạnh, kết cấu hạ tầng được quan tâm đầu tư hoàn chỉnh; môi trường đầu tư kinh doanh được cải thiện, một số dự án tiếp tục được đầu tư mở rộng, đi vào hoạt động tạo giá trị tăng thêm cho các ngành sản xuất; tình hình chính trị - xã hội ổn định; quốc phòng, an ninh được bảo đảm. Bật xem clip về Tam Nông 2017 Lưu trữ ngày 13 tháng 4 năm 2018 tại Wayback Machine
Một số doanh nghiệp tiêu biểu:
- Nhà máy bia Sài Gòn, Phú Thọ (sản xuất Bia)
- Công ty CPVLXD Vinh Thịnh Phú Thọ (sản xuất, KD VLXD từ đất sét nung)
- Công ty CPSX & TM Kim Sen (sản xuất ván ép)
- Công ty TNHH SX, TM & XNK Thành Trung Phú Thọ (sản xuất nhôm)
- Công ty TNHH DTK Phú Thọ (chăn nuôi, sản xuất trứng gà sạch)
- Công ty may sông Hồng (sản xuất đồ may mặc)
- Nhà máy gạch tuynel Hương Nộn (sản xuất gạch)
- Công ty CP dinh dưỡng Quốc tế Đài Loan (sản xuất thức ăn chăn nuôi)
- Công ty CP, nhà máy Nhôm Việt Pháp (sản xuất gia công, bán kim loại)
- Công ty CP Gốm XD Ba Triệu (sản xuất gạch)

## Văn hóa
Tháng Giêng hàng năm, lễ hội truyền thống có ở 20 xã, thị trấn; các lễ hội gắn với việc phát huy, bảo tồn các hoạt động văn hóa dân gian, những làn điệu dân ca đặc sắc. Huyện đã tổ chức tour du lịch Việt Trì - Tam Nông - Thanh Thủy. Du lịch tín ngưỡng gắn với lễ hội văn hoá tâm linh tiêu biểu đó là: Lễ hội Đền Quốc tế với Trình nghề cướp kén xã Dị Nậu; làng cười Văn Lang xã Văn Lương, hát Ghẹo Nam Cường - Thanh Uyên; lễ hội Phết, các di tích LSVH xã Hiền Quan; Lăng, Mộ, Đền thờ Vua Lý Nam Đế xã Văn Lương; Địa điểm Lưu niệm Chủ tịch Hồ Chí Minh xã Cổ Tiết; cụm di tích Chùa Phúc Thánh, Đền Đức Bà xã Hương Nộn; Cột cờ Hưng Hoá, Đền thờ Danh nhân văn hóa Nguyễn Quang Bích thị trấn Hưng Hoá; cùng các di tích LSVH có kiến trúc nghệ thuật đặc sắc trên địa bàn huyện.
Công tác tu bổ, tôn tạo nhằm phát huy giá trị của các di tích hiện có trên địa bàn luôn được các cấp ủy đảng, chính quyền và Nhân dân quan tâm thực hiện. Với trên 100 di tích hiện có trên địa bàn, trong đó có 11 di tích cấp Quốc gia, 27 di tích cấp tỉnh; trong năm 2017 bằng nguồn vốn xã hội hóa, huyện và các xã, thị trấn đã tiến hành tu bổ, tôn tạo các di tích theo quy định của pháp luật với tổng mức đầu tư là trên 100 tỷ đồng. Đặc biệt tại di tích Khu lăng mộ - Đền thờ Lý Nam Đế, khu 2, xã Văn Lương (nơi thờ tự Lý Nam Đế, vị vua đầu tiên của dân tộc, Người có công đánh đuổi giặc Lương từ năm 542 đến năm 548); xây dựng công trình bậc lên xuống trị giá trên 2 tỷ đồng; mở rộng. tôn tạo khuôn viên, trồng cây xanh, ước tính trên 6 tỷ đồng; Năm 2018, UBND huyện tiếp tục kêu gọi đầu tư bằng nguồn xã hội hóa để xây dựng Tòa Hậu Cung tại Đền thờ với tổng dự toán trên 9 tỷ đồng.

## Làng nghề
Là huyện vùng bán sơn địa với các các nghề đã nuôi sống người dân như trồng trọt cây màu, trồng rau sạch, chăn nuôi lợn gia cầm... Ngoài ra huyện còn có các làng nghề, có nghề phụ ở các địa phương như:
- Sản xuất sơn xã Vạn Xuân (xã Văn Lương cũ)
- Sản xuất sơn đỏ Dị Nậu
- Nghề buôn tóc xã Dân Quyền (Hồng Đà cũ)
- Sản xuất sơn ta ở Thọ Văn và Bắc Sơn (xã Xuân Quang cũ)
- Nuôi cá lồng, thủy sản Quang Húc
- Mộc ở làng Minh Đức xã Thanh Uyên
- Nghề đan lát ở xóm Bắc.